# Königswinter

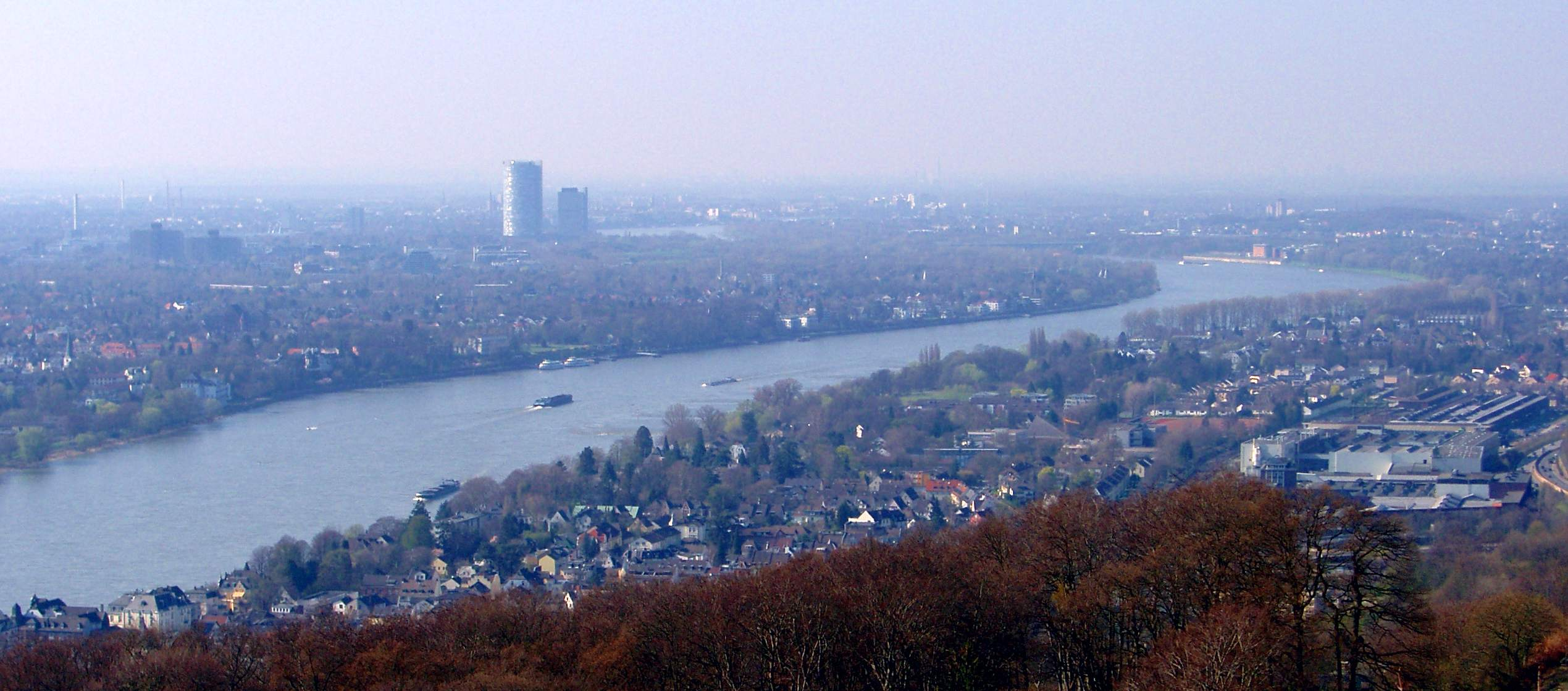
Königswinter

Königswinter – miasto w Niemczech, położone w kraju związkowym Nadrenia Północna-Westfalia, w rejencji Kolonia, w powiecie Rhein-Sieg-Kreis.
W 2010 roku liczyło 40 771 mieszkańców.

## Gospodarka
W mieście rozwinął się przemysł motoryzacyjny, chemiczny, meblarski oraz papierniczy.